# リンマッタル操車場
座標: 北緯47度25分04秒 東経8度23分20秒 / 北緯47.417896度 東経8.388750度

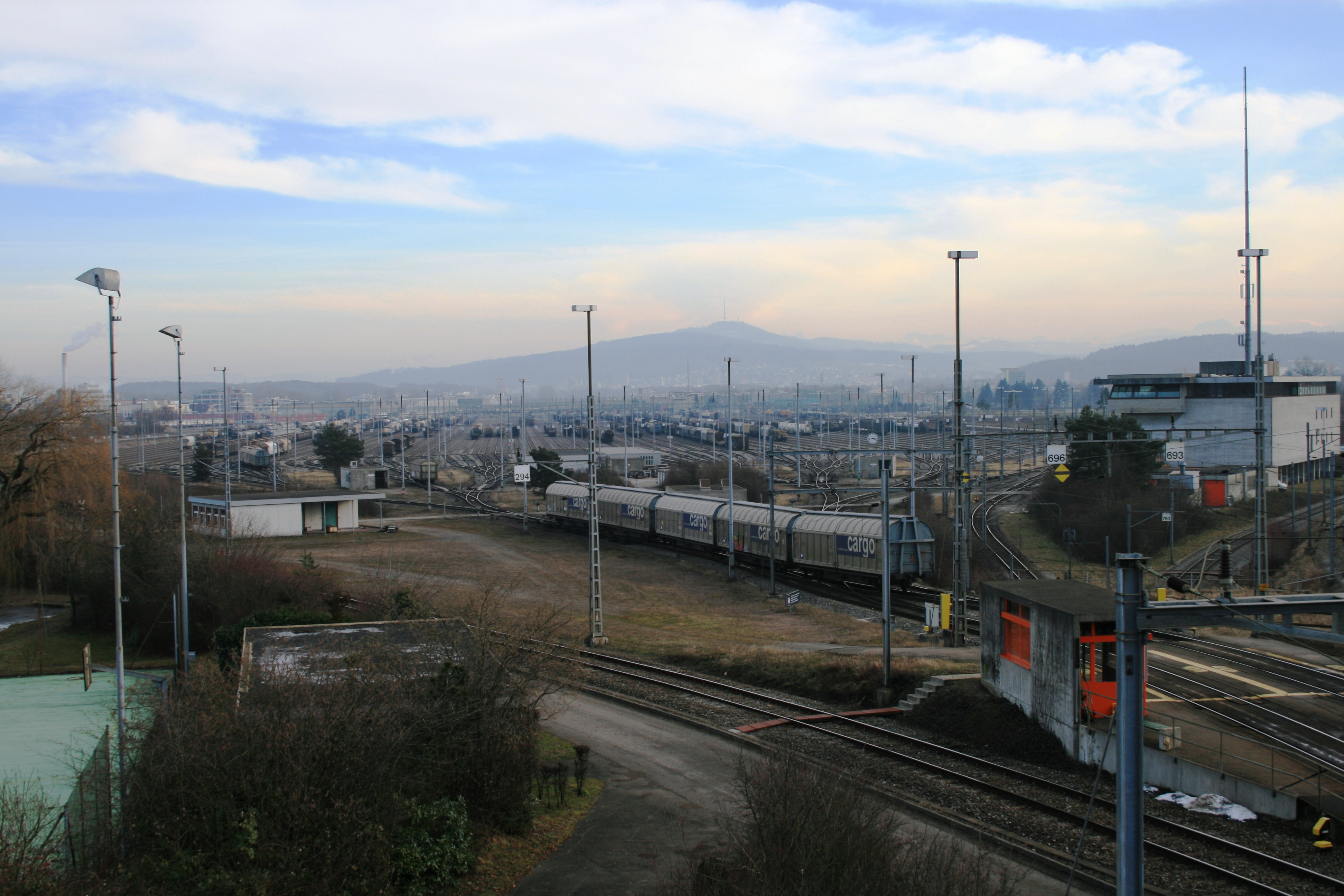
リンマッタル操車場

リンマッタル操車場（リンマッタルそうしゃじょう、ドイツ語: RBL: Rangierbahnhof Limmattal）は、スイスにあるヨーロッパでもっとも大きく効率的であるとされる操車場の1つである。アールガウ州（Aargau）シュプライテンバッハ（Spreitenbach）とチューリッヒ州（Zürich）ディエティコン（Dietikon）の間のリンマッタル地域に存在している。
通過する貨車の量ではスイス最大である。2番目はローザンヌ（Lausanne）にある。
操車場はスイス連邦鉄道（スイス国鉄）のインフラストラクチャー部門によって運用されており、主にSBBカーゴが使用している。この操車場は片方向から貨車を流すタイプである。

## 歴史
リンマッタル操車場の建設・拡張は1978年に決定された。チューリッヒ中央駅の前駅地区での操車施設を代替し、自動連結の設備を備えた操車場として構想された。さらにこの操車場によりヴィンタートゥール（Winterthur）とロマンスホルン（Romanshorn）の古い操車場も代替している。リンマッタル操車場に付属する小さな操車場としてチューリッヒ・ミュリゲン（Zürich-Mülligen）とロートクロイツ（Rotkreuz）がある。

## 技術
リンマッタル操車場は最新の技術で建設されたものである。チューリッヒ - バーゼル、ベルン間の本線の西側にある。貨車は北西側から南東側へ向かって流される。18線の到着線、油圧式カーリターダーを備えた2つのハンプ、64線の方向別仕分線がある。また貨車の移動装置（de:Eisenbahnwagenförderanlage）が備えられていて、ハンプの東側から12線の方向別仕分線へ貨車を移動させることができる。11線は両側から到着を受けることができる。さらに16線の出発線、8線の組換作業線と8本の側線がある。また、数本の機留線、機関車のメンテナンス設備、貨車の修理設備などがある。
操車場には東と西の2つの信号扱所があり、スイスの車両データシステムCISから受け取った情報を元にLimDisというシステムが着発線のコンピュータ制御を行っている。これにより、操車作業に関するデータ入力を行う必要がない。 組成が完了した列車の留置線群には無線制御のブレーキ装置が備えられている。